# 준 하나
준 하나(일본어: 潤 花 じゅん はな[*], 9월 19일 - )는 다카라즈카 가극단 소라구미에 소속되어 있는 여역이다. 전 소라구미 톱여역이다.
홋카이도 아사히카와시 출신, 아사히카와토세이고등학교 출신이다. 키는 165cm, 애칭은 <준하나(じゅんはな)>이다.

## 약력
2014년, 다카라즈카 음악학교에 입학.
2016년, 다카라즈카 가극단 102기생으로 입단. 호시구미 공연 「박쥐/ THE ENTERTAINER!」로 초무대. 그 후 유키구미 배속.
청초한 매력으로 일찌감치 주목 받으며, 2017년, 노조미 후토ㆍ마아야 키호 톱콤비 대극장 오히로메 공연 「빛이 흐르는 거리」로 신인공연 첫 히로인을 맡음. 입단 2년만에 발탁됨.
2018년, 「개선문」으로 2번째 신인공연 히로인을 맡음.
2019년, 「PR×PRince」로 바우홀 공연 첫 히로인을 맡음. 같은 해 「할리우드 가십」 (KAAT카나가와예술극장ㆍ드라마시티 공연)으로 동상공연 첫 히로인을 맡음
2020년, 「ONCE UPON A TIME IN AMERICA」로 3번째 신인공연 히로인을 맡음. 같은 해 「화염의 볼레로」 (우메다예술극장 공연)으로 히로인을 맡음. 당초에는 전국투어로 공연 될 예정이었으나, 코로나바이러스 감염확대에 따른 공연 연기를 거쳐, 우메다예술극장만의 대체 공연이 되었다. 이 공연 천추락 다음날인 9월 7일자로 소라구미로 이동되었다.
2021년 2월 22일자로 소라구미 톱여역에 취임. 마카제 스즈호의 2번째 상대역으로, 「셜록홈즈/Délicieux!」로 신 톱콤비 대극장 오히로메 공연을 함.
2023년 6월 11일, 『카지노 로얄』 도쿄 공연 천추락을 기해, 다카라즈카 가극단을 마카제와 함께 동시 퇴단하는 것이 발표되었다. 대극장 주연 4작품, 입단 7년차의 조기 퇴단 할 예정이다.

## 인물
어렸을 때부터 활발했고, 몸을 움직이는 것을 무척 좋아했다.
중학교 2학년부터 클래식 발레를 배우기 시작하여 가족과 장래를 이야기하는 가운데, 어머니로부터 다카라즈카 관극을 제안받아, 도쿄 다카라즈카 극장에서 다카라즈카를 처음 보게되었다. 2번째 관극이었던 호시구미 공연 「로미오와 줄리엣」이 결정타가 되어, "다카라즈카 무대에 서고싶다"가 되어 진로를 결정하였다. 음악학교는 첫번째 수험으로 합격하였다.
예명은 한순간 떠올라서 지었는데, "潤"이라는 글자는 울림이 좋고, "花"는 본명에서 따왔다.

## 주요 무대
| 기간 (월)                   | 소속 | 제목                                              | 공연장                                 | 배역                                | 비고                                  |
| --------------------------- | ---- | ------------------------------------------------- | -------------------------------------- | ----------------------------------- | ------------------------------------- |
| 2016년                      |      |                                                   |                                        |                                     |                                       |
| 3- 4                        | 호시 | 박쥐                                              | 다카라즈카 대극장                      |                                     | 초무대                                |
| 3- 4                        | 호시 | THE ENTERTAINER!                                  | 다카라즈카 대극장                      |                                     | 초무대                                |
| 10 - 12                     | 유키 | 사립탐정 케이레브 헌트                            | 다카라즈카 대극장 도쿄 다카라즈카 극장 |                                     |                                       |
| 10 - 12                     | 유키 | Greatest HITS!                                    | 다카라즈카 대극장 도쿄 다카라즈카 극장 |                                     |                                       |
| 2017년                      |      |                                                   |                                        |                                     |                                       |
| 2                           | 유키 | New Wave!-눈-                                     | 바우홀                                 |                                     |                                       |
| 4 - 7                       | 유키 | 막말태양전                                        | 다카라즈카 대극장 도쿄 다카라즈카 극장 | 여랑 오테츠 (신인공연)              | 본역 : 시라미네 유리                  |
| 4 - 7                       | 유키 | Dramatic “S”!                                     | 다카라즈카 대극장 도쿄 다카라즈카 극장 |                                     |                                       |
| 8 - 9                       | 유키 | CAPTAIN NEMO                                      | 일본청년관 드라마시티                  | 라니                                |                                       |
| 11 - 2018년 2월             | 유키 | 빛이 흐르는 거리 ~혁명가 막시밀리안 로베스피에르~ | 다카라즈카 대극장 도쿄 다카라즈카 극장 | 마리 = 안느 (신인공연)              | 본역 : 마아야 키호 신인공연 첫 히로인 |
| 2018년                      |      |                                                   |                                        |                                     |                                       |
| 3 - 4                       | 유키 | 진정한 군상                                       | 전국투어                               | 오키미 / 오오하라의 여자            |                                       |
| 3 - 4                       | 유키 | SUPER VOYAGER!                                    | 전국투어                               |                                     |                                       |
| 6 -9                        | 유키 | 개선문                                            | 다카라즈카 대극장 도쿄 다카라즈카 극장 | 오트 조앤 머드 (신인공연)           | 본역 : 마아야 키호 신인공연 히로인    |
| 6 -9                        | 유키 | Gato Bonito!!                                     | 다카라즈카 대극장 도쿄 다카라즈카 극장 |                                     |                                       |
| 11 - 2019년 2월             | 유키 | 팬텀                                              | 다카라즈카 대극장 도쿄 다카라즈카 극장 | 메구 솔레리 (신인공연)              | 본역 : 아야 미치루                    |
| 2019년                      |      |                                                   |                                        |                                     |                                       |
| 3 - 4                       | 유키 | PR×PRince                                         | 바우홀                                 | 에루                                | 바우홀 첫 히로인                      |
| 5 - 9                       | 유키 | 미부의사전                                        | 다카라즈카 대극장 도쿄 다카라즈카 극장 | 미츠 (신인공연)                     | 본역 : 아사즈키 키와                  |
| 5 - 9                       | 유키 | Music Revolution!                                 | 다카라즈카 대극장 도쿄 다카라즈카 극장 |                                     |                                       |
| 10                          | 유키 | 할리우드 가십                                     | KAAT카나가와예술극장 드라마시티        | 에스테라 번즈                       | 동상 첫 히로인                        |
| 2020년                      |      |                                                   |                                        |                                     |                                       |
| 1 - 2                       | 유키 | ONCE UPON A TIME IN AMERICA                       | 다카라즈카 대극장                      | 에밀리 / 로큰롤러 데볼라 (신인공연) | 본역 : 마아야 키호 신인공연 히로인    |
| 2 - 3                       | 유키 | ONCE UPON A TIME IN AMERICA                       | 도쿄 다카라즈카 극장                   | 에밀리 / 로큰롤러                   |                                       |
| 8 - 9                       | 유키 | 화염의 볼레로                                     | 우메다예술극장                         | 카테리나 돌로레스                   |                                       |
| 8 - 9                       | 유키 | Music Revolution!-New Spirit-                     | 우메다예술극장                         |                                     |                                       |
| 11 - 2021년 2월             | 소라 | 아나스타시아                                      | 다카라즈카 대극장 도쿄 다카라즈카 극장 | 마리아 / 오데트                     |                                       |
| 2021년 소라구미 톱여역 취임 |      |                                                   |                                        |                                     |                                       |
| 4                           | 소라 | Hotel Svizra House                                | Brillia HALL                           | 니나 뒤보와                         | 톱 오히로메 공연                      |
| 6 - 9                       | 소라 | 셜록 홈즈 -The Game Is Afoot!-                    | 다카라즈카 대극장 도쿄 다카라즈카 극장 | 아이린 애들러                       | 대극장 톱 오히로메 공연               |
| 6 - 9                       | 소라 | Délicieux -감미로운 파리-                         | 다카라즈카 대극장 도쿄 다카라즈카 극장 |                                     |                                       |
| 11 - 12                     | 소라 | 바론의 후예                                       | 전국투어                               | 캐서린                              |                                       |
| 11 - 12                     | 소라 | 아쿠아비테!!                                      | 전국투어                               |                                     |                                       |
| 2022년                      |      |                                                   |                                        |                                     |                                       |
| 2 - 5                       | 소라 | NEVER SAY GOODBYE                                 | 다카라즈카 대극장 도쿄 다카라즈카 극장 | 캐서린 맥레거 / 페기 맥레거         |                                       |
| 8 - 11                      | 소라 | HiGH&LOW-THE PREQUEL-                             | 다카라즈카 대극장 도쿄 다카라즈카 극장 |                                     |                                       |
| 8 - 11                      | 소라 | Capricciosa!!                                     | 다카라즈카 대극장 도쿄 다카라즈카 극장 |                                     |                                       |

## 출연 이벤트
- 2018년 12월, 다카라즈카 스페셜 2018 『Say! Hey! Show Up!!』
- 2019년 12월, 다카라즈카 스페셜 2019 『Beautiful Harmony』

## TV 출연
- 2019년 7월, 후지테레비 『2019 FNS 음악의 여름축제』

## 광고
- 2019년 10월 - , 『히가시마루 간장』

## 수상 이력
- 2019년, 『한큐스미레회 팬지상』 - 신인상
- 2020년, 『다카라즈카가극단 연도상』 - 2019년도 신인상